# GNOME Builder
GNOME Builder是GNOME桌面环境的集成开发环境（IDE）。其首个版本发布于2015年3月24日。

## 特性
- 集成对GNOME Devhelp的支持。
- 支持开发flatpak应用。
- 为多种编程语言提供语法高亮功能。
- 支持C系语言（C语言、C++等）、Vala 和Python的代码补全。
- 支持安装C语言、Python以及Vala编写的插件。[4]

## 开发
GNOME Builder开发项目于2015年发起众筹。筹得资金达到其预期目标的169%（55360美元）。

## 版本历史
- 3.16.0：2015年3月24日发布首个版本。[3]
- 3.16.1：此版本发布于2015年4月13日，包括有关UI（用户界面）、文件管理和语法高亮的许多改进。[6][7]
- 3.16.2：发布于2015年4月16日，修复许多Bug并对项目管理功能进行了改进。[8][9][10][11]
- 3.18.0：于2015年9月23日与GNOME 3.18的其他组件同时发布。[12]
- 3.20：发布于2016年3月23日。[13]
- 3.20.4：发布于2016年5月6日。[14][15]
- 3.22：此版本对Rust和Gtk做了初步支持。[16]